# Stuart Musialik
Stuart Musialik (né le 29 mars 1985 à Newcastle, en Australie) est un footballeur australien évoluant au poste de milieu de terrain.

## Biographie

### Carrière en club
Musialik naît et grandit à Newcastle en Australie. Il commence le football avec les jeunes d'Adamstown Rosebuds. En 2005, il joue pour les Weston Workers Bears FC sous la conduite de Trevor Morris, attirant l'attention des Newcastle Jets.
Musialik est suspendu pour une rencontre le 27 septembre 2007, après avoir maltraité le défenseur Rodrigo Vargas du Melbourne Victory FC, lors d'un match entre Newcastle et Melbourne le 21 septembre 2007 qui se termine sur un score nul (2-2). 
En 2008, Musialik suit son ami, Mark Bridge, en étant transféré de Newcastle au Sydney FC. Il signe un contrat de deux ans. Avec cette équipe, il participe à la Ligue des champions d'Asie en 2011.
En 2011, il s'engage en faveur du Central Coast Mariners FC et signe un contrat d'une durée d'un an.

### Carrière internationale
Il figure dans l'effectif australien lors de la Coupe du monde des moins de 20 ans 2005. Lors du mondial junior organisé aux Pays-Bas, il joue trois matchs, contre le Bénin, les Pays-Bas et le Japon.
Par la suite, il participe aux Jeux olympiques d'été de 2008 organisés en Chine. Il joue trois matchs lors du tournoi olympique, contre la Serbie, l'Argentine, et la Côte d'Ivoire.
Il figure à deux reprises sur le banc des remplaçants de l'équipe A, en 2008 contre la Chine puis en 2010 face à l'Indonésie, mais sans jamais rentrer en jeu.